# Sechta Epanastaton
Sechta Epanastaton (griechisch Σέχτα Επαναστατών; Sekte der Revolutionäre) ist eine militante Untergrundorganisation der radikalen Linken in Griechenland, die durch mehrere gewaltsame, mitunter tödliche Angriffe und Anschläge öffentlich in Erscheinung trat. Die Gruppierung wird vom Außenministerium der Vereinigten Staaten als terroristische Vereinigung betrachtet.

## Ideologie
Von der Gruppierung angegriffen wurden jeweils Ziele, die in Bekennerschreiben für „Korruption“, „Arbeitslosigkeit“, „staatliche Willkür“ und die „Verelendung der Massen“ durch die „Globalisierung“ (mit-)verantwortlich gemacht werden.
Die griechischen Behörden und Medien glauben, dass die Sechta Epanastaton mit den Terrorgruppen Epanastatikos Agonas, Epanastatikos Laikos Agonas (ELA) und der Revolutionären Organisation 17. November ideologisch und personell vernetzt ist.

## Anschläge und Übergriffe
- Die Gruppe übernahm die Verantwortung für den Anschlag auf eine Polizeistation in Korydallos vom 4. Februar 2009, bei dem Maschinenpistolen und Handgranaten eingesetzt wurden.[5] In einer veröffentlichten Erklärung nannte sie Polizisten: „Donuts – besser mit einem Loch in der Mitte“.[6]

- Die Organisation bekannte sich zu den Schüssen auf das Büro des privaten Fernsehsenders Alter in Athen vom 17. Februar 2009.[7]

- Am 18. Februar 2009 stürmten circa 50 vermummte Personen in ein Seminar an der Universität Athen und griffen den bekannten Kriminologieprofessor Giannis Panousis und weitere Anwesende – Rechtsanwälte, Staatsanwälte und Richter – tätlich an.[7]

- Gegen 6.20 Uhr am 17. Juni 2009 eröffneten drei Täter das Feuer auf einen Polizeibeamten im Wohnbezirk Patissia. Der 41-jährige Polizeibeamte Nektarios Savvas sollte einen wichtigen Zeugen im Prozess gegen die linksextreme griechischen terroristischen Gruppe Revolutionärer Volkskampf (ELA) beschützen. Er wurde von zahlreichen Kugeln getroffen und verstarb noch am Tatort.[8] Die Polizei fand am Tatort Kugeln einer Waffe, die bei den vorangegangenen Angriffen der Sekte der Revolutionäre benutzt worden war. Einige Tage später bekannte sich die Gruppierung in einem Bekennerschreiben zu dem Mordanschlag.[9]

- Am 19. Juli 2010 wurde der Journalist Sokratis Giolias vor seinem Haus in dem Athener Vorort Ilioupolis von 15 Kugeln getroffen und getötet. Am Tatort wurden nach Mitteilung der Polizei 9-Millimeter-Patronenhülsen aus zwei Waffen gefunden, die die "Sekte der Revolutionäre" bereits bei der Ermordung des Anti-Terror-Polizisten am 17. Juni 2009, bei dem Anschlag auf eine Polizeiwache im Februar 2009 sowie dem Attentat auf den Fernsehsender im gleichen Monat verwendet hatte.[10][11] Nach einer Woche bekannte sich die Gruppe in einem Bekennerschreiben zu der Tat und kündigte weitere Anschläge auf Journalisten, Gefängnisbeamte und Polizisten an[12][13]